# Sexuální etika
Sexuální etika se zabývá lidskou sexualitou a sexuálním chováním. Snaží se porozumět a zhodnotit morální chování ve vztazích a sexuálních aktivitách z filozofické perspektivy. Etika pohlavního chování po dlouhou dobu skutečně byla především teologickou disciplínou.
Sexuální etika určité kultury je obvykle úzce spjata s náboženstvím dané kultury, která určitým aspektům sexuálního projevu přisuzuje morální hodnotu. Například rozhodnutí, zda je znásilnění, obtěžování nebo cizoložství morálně špatné, se liší kulturu od kultury a často souvisí s mírou vlivu, který mělo na daný region křesťanství. V židovsko-křesťanském pohledu na svět má Bible v sexuální etice poslední slovo a byla standardem pro většinu národů za poslední dvě tisíciletí. Historicky byly převládající představy o tom, co je považováno za sexuálně etické, odvozeny od filozofických učení a náboženských nauk. 

## Spojitost sexuální etiky a bioetiky
Stejně jako bioetika obecně, sexuální etika zvažuje standardy pro zásah do fyzických procesů, práva jednotlivců na sebeurčení, ideály pro lidský rozkvět a důležitost sociálního kontextu pro interpretaci a regulaci sexuálního chování. Bioetika konkrétně zahrnuje otázky týkající se antikoncepce a potratů, umělé reprodukce, sexuálně přenosných nemocí, sexuální parafilie, genderových rolí, sexuálního chování lékařů a sexuálního výzkumu, poradenství a terapie. Všechny tyto problémy jsou významně utvářeny morálními tradicemi, takže například zdravotníci jsou často povoláni řešit otázky sexuální etiky.

## Sexuální práva a lidská práva
Sexuální práva jsou součástí lidských práv, jsou vyvíjející se soubor oprávnění souvisejících se sexualitou, která přispívají ke svobodě, rovnosti a důstojnosti všech lidí.

### Současné a historické perspektivy
Sexuálních trestných činů, které jsou někdy označovány jako konsensuální, je mnoho. Patří mezi ně například cizoložství, bigamie, incest či prostituce. Jejich kriminalizace bývá kontroverzní, a to právě kvůli otázce souhlasu tedy pokud dva dospělí souhlasí s účastí na soukromém sexuálním aktu, není přece možné ospravedlnit státní zásah za účelem kriminalizace tohoto chování. Na první pohled je představa kriminalizace konsensuálního jednání odporná mnoha lidem vychovaným koncem dvacátého století v liberální tradici. Tuto reakci lze nazvat libertariánským přístupem k sexuální regulaci: pokud strany sexuálního aktu souhlasí, tento akt by neměl být trestným činem. Před dvacátým stoletím nebyl sexuální projev široce chápán jako lidské právo důležité pro individuální identitu. Namísto toho se jednalo o společenský akt s výrazným náboženským omezením, který požíval společenské a právní legitimity pouze ve formách široce schválených komunitou. Právo komunity schvalovat nebo neschvalovat sexuální chování nebylo všeobecně zpochybňováno až do dvacátého století. Předtím si komunita přivlastňovala legitimní podíl na řízení sexuálního chování druhých. Právě v tomto kontextu historicky existovaly zákazy sexuálních aktů.

## Souhlas
Mnoho moderních etických systémů zastává názor, že sexuální aktivita je morálně přípustná pouze tehdy, pokud s ní souhlasí všichni zúčastnění. Sexuální etika také zvažuje, zda je osoba schopna dát souhlas a s jakým druhem aktů může řádně souhlasit. V západních zemích právní koncept „informovaného souhlasu“ často určuje veřejné standardy v této otázce. Děti, mentálně postižení, duševně nemocní, zvířata a lidé pod vlivem alkoholu či drog mohou být v určitých situacích považováni za osoby postrádající schopnost dát informovaný souhlas. Pokud je člověk nakažen sexuálně přenosnou nemocí, je důležité, aby o tom partnera informoval před pohlavním stykem.

### Věková hranice k poskytnutí souhlasu
Klíčovým problémem sexuální etiky je také věk souhlasu. Je kontroverzní otázkou, zda by nezletilým mělo být dovoleno mít sex nebo se zapojovat do sexuálních aktivit, jako je sexting. Debata zahrnuje také problém, zda nezletilí mohou či nemohou smysluplně souhlasit se vzájemným sexem a zda mohou smysluplně souhlasit se sexem s dospělými. Na mnoha místech na světě nemají lidé legálně dovoleno mít sex, dokud nedosáhnou stanoveného věku. V České republice je touto hranicí věk patnácti let.

## Problematická témata z oblasti sexuální etiky
Různé kultury pohlížejí na sexualitu a sexuální témata různými způsoby. Některé kultury jsou například konzervativnější nebo liberálnější ve věcech, jako je sex mimo manželství, a kultury se liší i v tom, jak moc přijímají menšinové sexuální orientace. I v rámci jedné kultury však mají různí lidé na tyto otázky různé názory. 

### Prostituce
Prostituce či prodej sexuálních služeb je jedním z problematických témat. Mnoho lidí, a zejména ti s konzervativními náboženskými názory, věří, že prostituce je nemorální, protože zahrnuje sex za peníze, a považují prostituci za známku morálního úpadku společnosti. Mnoho feministek věří, že prostituce je pro ženy ponižující a poskytuje kontext, ve kterém jsou prostitutky okrádány, bity a/nebo znásilňovány. Obě tyto skupiny tedy zastávají silně negativní názory na prostituci. Mnoho lidí se také obává, že prostituce šíří pohlavně přenosné choroby. Je zde tedy názor, že prostituce by měla zůstat ilegální, a obecně podporují přísnější vymáhání zákonů proti prostituci. Jiná skupina zase zastává názor, že zákony proti prostituci napáchají více škody než užitku. Myslí si, že legalizace prostituce by snížila různé škody, které prostituce způsobuje, a domnívají se, že názory na nemorálnost prostituce by naší společnosti neměly bránit v tom, aby se s ní vypořádala moudřeji než nyní.

### Těhotenství mladistvých
Někteří lidé a kultury věří, že ženy by neměly otěhotnět nebo mít děti, dokud jsou ještě v pubertě. Hlavním argumentem na této straně problému je, že většina nezletilých nedosáhla úrovně emocionální zralosti potřebné k převzetí odpovědnosti potřebné k tomu, aby byli dobrým rodičem. Dalším argumentem je, že nezletilý obvykle nemají finanční stabilitu ani nezávislost potřebné k výchově dítěte. Na celém světě však existuje mnoho kultur, které povzbuzují nezletilé, aby se vzali a měli děti. Na této straně debaty je argument takový, že mladší ženy jsou zdravé a mají energii potřebnou k výchově dětí. U dětí starších matek se častěji vyskytují vrozené vady, takže děti narozené mladým matkám mají biologické výhody. Některé kultury také podněcují nezletilé k předčasnému sňatku, jelikož výsledná těhotenství jsou pak považována za společensky přijatelnější, než kdyby otěhotněli nezletilí, kteří nejsou v manželském svazku.

### Antikoncepce a potrat
Další často probíranou otázkou je, zda by společnosti měly lidem poskytovat antikoncepci, a pokud ano, jakou formu by měla mít. Existuje široká škála způsobů, jak mohou různé kultury ovlivnit, zda si dva lidé, kteří spolu mají sex, mohou vybrat, zda se chtějí pokusit otěhotnět nebo ne. V mnoha industrializovaných západních kulturách, jako jsou Spojené státy nebo většina zemí Evropy, je kontrola porodnosti v podstatě ponechána na jednotlivci. Je možné jít do obchodu a koupit si kondomy, nebo jít k lékaři a získat přístup k široké škále možností antikoncepce, od ženy užívající antikoncepční pilulky až po muže, který podstoupí vasektomii. Některé z těchto metod jsou dokonce financovány vládou nebo soukromými pojišťovnami, aby to bylo levnější pro lidi, kteří je chtějí používat. I když tyto země mají mnoho možností, pokud jde o antikoncepci, mnoho lidí stále diskutuje o tom, zda by potrat měl být použit jako metoda kontroly porodnosti. Kontroverze o potratech je pro mnoho lidí velmi emocionálním politickým tématem. Někteří tvrdí, že potrat by měl být nezákonný, protože ukončuje život, zatímco jiní tvrdí, že potrat by měl být povolen, protože odebrání této možnosti odstraňuje ženě kontrolu nad jejím vlastním tělem. Jiné části světa se snaží ovlivnit antikoncepci jinými způsoby. Například Čína byla známá tím, čemu se říkalo politika jednoho dítěte - ve většině případů mohly páry mít pouze jedno dítě. Hlavním účelem tohoto zákona byla kontrola populace. Politika jednoho dítěte byla velmi kontroverzní z několika důvodů. Za prvé, mnoho párů chtělo mít větší rodiny, ale zákon to nedovoloval. Za druhé, mnoho částí čínské kultury je patriarchálních a váží si synů více než dcer. Z tohoto důvodu páry, které měly dceru, mohly potratit plod nebo dát dítě k adopci, aby místo toho mohly mít syna. Tyto tendence způsobily velký nedostatek dívek a žen v celé zemi.

### Pornografie
Pornografie je jedním z hlavních sociálně-etických problémů, kterým dnes globální společnost čelí. Někteří zastávají názor, že je to vážná hrozba pro důstojnost lidské sexuality a její pravý účel, zpochybňuje samotnou podstatu muže a ženy a představuje zvrácenost mysli v současné době. Poskvrnila mimo jiné posvátnost a čistotu sexu, podpořila degradaci lidstva a pokročila v komercializaci sexu. Problematika pornografie jako globálního společensko-etického problému vyžaduje systematickou analýzu a adekvátní reakci. Pornografie je tržně řízený průmysl, jehož cílem je vydělat co nejvíce peněz jakýmikoli možnými prostředky. Toto odvětví není o etických hodnotách altruismu, štědrosti, nebo svobody. Není to nic jiného než jiná forma prostituce. Pornografie je jedním z důvodů a produktů rostoucího obchodování s lidmi v dnešní globální společnosti. Ne všichni však mají na toto téma stejný názor, pornografie byla dokonce obhajována z různých hledisek. Podle takzvaného důkazního argumentu nemá pornografie žádný vliv na charakter člověka a není škodlivá. Therapeutic Argument věří, že pornografie může pomoci překonat různé sexuální problémy včetně frigidity a impotence. The Social Benefit Argument tvrdí, že legalizace pornografie může snížit sexuální zločiny a trh s pornografií. Argument o občanských svobodách obhajuje pornografii jako součást otázky svobody projevu.

## Pět přístupů k etice sexuality z filozofického hlediska
- Tradicionalistický pohled (pouze reproduktivní sex je morální)
- Romantický pohled (pouze sex dosahující ztělesnění s milovanou osobou je morální)
- Liberální pohled (sex sám o sobě není morální ani nemorální)
- Marxisticko-feministický pohled (pouze sex osvobozený od všech ideologií je morální)
- Antinatalistický pohled (pouze nereproduktivní sex je morální).[2]

### Tradicionalistický pohled
Tradicionalisticky založená morálka vychází z představy, že sexualita má sloužit k reprodukci, v centru všech jejích morálních soudů a úvah o pohlavním chování proto stojí rozmnožování, považované za přirozený cíl vší sexuální aktivity. Zdrojem povědomí o „přirozenosti“ je především starozákonní kniha Genesis, v níž je vše živé nabádáno, aby se plodilo, množilo a naplnilo zemi, nepřekvapí proto, že hlavním zastáncem tradicionalistického postoje je katolická církev. Neplatí nicméně beze zbytku, že jiný než k rozmnožování určený sex je nemorální, u lidských bytostí má totiž sexualita také účel spojovací, a katolická církev proto uznává, že může být prováděn i v neplodných dnech, tedy v době, kdy je naplnění jeho rozmnožovací funkce nepravděpodobné. Sexem provozovaným v neplodných dnech se totiž prokazuje láska a upevňuje manželská věrnost, která je neporušitelná. Tradicionalistický přístup však ústí do velmi restriktivní morálky, jejíž problematičnost je zjevná: sexualita používaná pouze k rozmnožení a neporušitelná celoživotní manželská věrnost dnes totiž budou znít nejen jako nezájem o skutečnou praxi (například Denzler považuje sexuální morálku, která ignoruje či bagatelizuje problémy současného lidstva, za „nemorální“), ale především jako teorie kladoucí nedosažitelné cíle.

### Romantický pohled
Romantický přístup stojí především na předpokladu, že sex je svázán s erotickou láskou. Roger Scruton tvrdí, že sex je fenomén výhradně lidský, pojící se s intimitou a láskou nedílně, pohlavní touha v tomto pohledu není pouhou touhou po jiném těle, ale po ztělesnění (embodiment) druhého člověka, který daným tělem je. To znamená, že pohlavně lze být přitahován pouze jediným, unikátním člověkem, pohlavní touha směřuje ke sjednocení s tímto individuem a takové sjednocení dále pokračuje v intimitu a lásku. Zatraceníhodné jsou naopak formy sexuality odchylující sexuální podnět od jeho interpersonálního cíle: masturbace, příležitostný sex, prostituce. Sjednocení partnerů projevující se láskou je tak podle Scrutona základem sexuální morálky i základem pohlavní touhy, samotné pohlavní orgány vzrušení nevyvolávají, jsou pouze jakýmsi nástrojem tohoto sjednocení a realizace rolí obou sjednocených těl. To působí velmi idealisticky, není proto divu, že má romantický pohled své slabiny. Lidé, chovající se sériově monogamně mají obvykle pocit většího bezpečí před případnými výčitkami či před případnými pohlavně přenosnými chorobami, prochází-li jejich vztah alespoň krátkým obdobím zamilovanosti. Scrutonova vize lásky však zavádí jakousi totalitu: ztělesňující se láska omlouvá vše. Dále pak tento pohled zavádí robustní morálku odsuzování, jež má velmi blízko k tradicionalistickému pohledu, který ostatně též o etice lásky mluví.

### Marxisticko-feministický pohled
Marxismus a feminismus vycházejí z představy, že sex není prováděn pouze z důvodu vzájemné přitažlivosti, ale že se stává mocenským nástrojem, pojí se s řadou ideologií a často se stává i prostředkem směny mezi muži a ženami. Oproti předchozím vidí tento pohled sexualitu a erotickou přitažlivost obecně jako sílu, které nemá smysl odporovat (nenese to ani rozumné výsledky), jako etické měřítko k posouzení správného a špatného je v něm bráno vše, s čím se sexualita pojí, k čemu jako nástroj slouží a od čeho by měla být očištěna. Problémem tohoto přístupu je jeho hlavní předpoklad. Máme-li se totiž věnovat sexu vždy pouze pro sex samý, pak je nutné se ptát, proč totéž nedělat v ostatních společenských činnostech (obvykle nejezdíme tramvají pro samotné potěšení z jízdy) a proč sexualitu vydělovat. Stejně jako tradicionalistický a romantický pohled i marxisticko-feministický proto morálku sexuality vidí jako morálku speciální. Naopak liberální pohled morálku sexuality nechápe nijak odlišně od morálky jakékoliv jiné činnosti. Sex je v něm tělesná i duševní slast, která je sama o sobě eticky neutrální. Jak by liberální sexuální morálka mohla vypadat, ukazuje například D. Helminiak v záporně definovaných zásadách: „Žádné nemoci. Žádné tělesné poškození. Žádné nechtěné těhotenství. Žádné triky, manipulace či donucování. Žádné zneužívání nedospělých či naivních. Žádné využívání druhých pro pouhé sobecké potěšení. Žádné citové ublížení. Žádné porušení slibů. Žádná zrada osobních hodnot.

### Liberální pohled
Liberální pohled morálku sexuality nechápe nijak odlišně od morálky jakékoliv jiné činnosti. Sex je v něm tělesná i duševní slast, která je sama o sobě eticky neutrální. Liberální pohled sice zbavuje pohlavní chování jakéhosi imanentního stínu nepatřičnosti, který se s ním po dlouhá staletí pojil, opomíjí ovšem čistě sexuální charakter některých činů. Například, že znásilnění není chápáno jako sexuální fyzické napadení ale jako fyzické napadení. Podobně když Radim Uzel tvrdí, že v případě sexuální morálky se „nemůže jednat o nějakou zvláštní morálku, protože sexuální potřeby nejsou žádnými zvláštními potřebami“.

### Antinatalistický pohled
Ke zmiňovaným čtyřem pohledům na etiku sexuality lze nicméně připojit ještě pátý. Ten vychází z antinatalistické filosofie Davida Benatara, která tvrdí, že příchod na svět je vždy neštěstí a tragédie a kvůli tomu je nutné rozmnožování vždy vidět jako špatné. Z těchto dvou tvrzení pak vychází i další: interrupce je v pořádku, protože v nejranější fázi těhotenství nepřináší zárodku žádné utrpení, a konečně vše ústí v tvrzení, že by bylo nejlépe, kdyby celé lidstvo vymřelo. Pátý přístup k etice sexuality je tedy přístupem veskrze radikálním, navíc hluboce pesimistickým. Tam, kde tradicionalista počítá s rozmnožováním jako samozřejmostí a cítí potřebu omezit sexualitu právě na tento účel, antinatalista sexualitu rozmnožovací funkce zcela zbavuje. Tím z ní samozřejmě dělá etiku zvláštní: na rozdíl od liberální pozice totiž předpokládá, že etika sexuality se od etiky ostatních činností liší, jde v ní o to „nespadnout“ do možného morálního zla: zplození dítěte. Etika sexuality, v níž je rozmnožování od pohlavního života zcela odděleno, zároveň jistě není neznámá. Sex zbavený reprodukce je pro antinatalistu zbraní zbavenou ostří, zatímco totiž neexistuje povinnost rozmnožit se, existuje pro něj morální povinnost nerozmnožit se.